# Ginástica artística nos Jogos Pan-Americanos de 2023 - Trave
O evento da trave da ginástica artística nos Jogos Pan-Americanos de 2023 teve sua final disputada em 25 de outubro de 2023 no Centro de Esportes Coletivos, localizado no cluster do Estádio Nacional. Um total de oito ginastas de cinco Comitês Olímpicos Nacionais (CON) disputaram as medalhas após se classificarem para a final do aparelho.

## Calendário
Horário local (UTC−3).
| Data          | Hora  | Fase  |
| ------------- | ----- | ----- |
| 25 de outubro | 17:30 | Final |

## Medalhistas
| Ouro   | BRA Rebeca Andrade |
| Prata  | BRA Flávia Saraiva |
| Bronze | CAN Ava Stewart    |

## Resultados

### Qualificatória
As oito melhores ginastas na qualificatória se classificaram para a final. Como apenas duas ginastas por CON poderiam avançar, caso algumas delas estivessem entre as oito primeiras não estariam elegíveis para a final, com a vaga indo para a próxima ginasta na classificação.
| Pos. | Ginasta                 | Nota D | Nota E | Pen. | Total  | Notas |
| ---- | ----------------------- | ------ | ------ | ---- | ------ | ----- |
| 1    | CAN Ava Stewart         | 6.0    | 7.666  |      | 13.666 | Q     |
| 2    | BRA Rebeca Andrade      | 5.8    | 7.766  |      | 13.566 | Q     |
| 3    | BRA Flávia Saraiva      | 5.5    | 7.933  |      | 13.433 | Q     |
| 4    | USA Kaliya Lincoln      | 5.5    | 7.733  |      | 13.233 | Q     |
| 5    | USA Kayla DiCello       | 5.7    | 7.366  |      | 13.066 | Q     |
| 6    | USA Tiana Sumanasekera  | 6.1    | 7.066  | 0.1  | 13.066 |       |
| 7    | USA Jordan Chiles       | 5.2    | 7.800  |      | 13.000 |       |
| 8    | CAN Aurélie Tran        | 5.0    | 7.866  |      | 12.866 | Q     |
| 9    | BRA Júlia Soares        | 5.4    | 7.366  | 0.1  | 12.666 |       |
| 10   | MEX Cassandra Loustalot | 5.4    | 7.266  |      | 12.666 | Q     |
| 11   | CAN Sydney Turner       | 5.3    | 7.333  |      | 12.633 |       |
| 12   | BRA Jade Barbosa        | 5.1    | 7.500  |      | 12.600 |       |
| 13   | COL Luisa Blanco        | 5.2    | 7.166  | 0.1  | 12.266 | Q     |
| 14   | ARG Nicole Iribarne     | 4.6    | 7.533  |      | 12.133 | R1    |
| 15   | CAN Cassie Lee          | 4.9    | 7.133  |      | 12.033 |       |
| 16   | MEX Natalia Escalera    | 5.3    | 6.666  |      | 11.966 | R2    |
| 17   | ARG Lucila Estarli      | 4.6    | 7.333  |      | 11.933 | R3    |

### Final
Na final as competidoras realizaram um único exercício, com as de melhor pontuação definindo as medalhistas.
| Pos.              | Ginasta                 | Nota D | Nota E | Pen. | Total  |
| ----------------- | ----------------------- | ------ | ------ | ---- | ------ |
| Medalha de ouro   | BRA Rebeca Andrade      | 6.1    | 8.066  |      | 14.166 |
| Medalha de prata  | BRA Flávia Saraiva      | 5.7    | 8.333  |      | 14.033 |
| Medalha de bronze | CAN Ava Stewart         | 6.3    | 7.600  |      | 13.900 |
| 4                 | USA Kayla DiCello       | 5.7    | 8.100  |      | 13.800 |
| 5                 | MEX Cassandra Loustalot | 5.4    | 7.900  |      | 13.300 |
| 6                 | USA Kaliya Lincoln      | 5.4    | 7.766  |      | 13.166 |
| 7                 | COL Luisa Blanco        | 5.2    | 7.066  | 0.1  | 12.166 |
| 8                 | CAN Aurélie Tran        | 5.1    | 7.033  |      | 12.133 |